# 2023 en Europe
Chronologie de l’Europe
- 2019
- 2020
- 2021
- 2022
- 2023
- 2024
- 2025
- 2026
- 2027

## Climat et environnement
Selon L'OMM et Copernicus, l'année 2023 est la plus chaude enregistrée dans le monde, et la deuxième plus chaude en Europe (avec 1°C au-dessus de la moyenne, et 2,6 °C au-dessus des niveaux préindustriels) ; et l'Europe se réchauffe deux fois plus vite que la moyenne mondiale. En 2023, sauf dans quelques zones nordiques, les températures moyennes ont été presque partout anormalement élevées. L'Arctique européen a connu un automne exceptionnellement chaud (jusqu'à 6 °C au-dessus de la moyenne en novembre). Le nombre de jours de stress thermique extrême a atteint un niveau record, et le 23 juillet, 41 % du sud de l'Europe a connu une température ressentie de okys 46 °C. La surface des mers en 2023 a été la plus chaude jamais observée (jusqu'à +0,55 °C au-dessus de la moyenne dans les océans européens, avec des pics à +5,5 °C). Le niveau marin moyen s'est élevé de 3,4 mm par an au niveau mondial, et de 2 à 4 mm en Europe,.
Selon l'Institut de santé globale de Barcelone (pour 823 régions de 35 pays européens), en 2023, 47 690 personnes sont mortes en Europe à cause de la chaleur, nombre sous-estimé faute de données précises sur la mortalité quotidienne ; dans ce cas le véritable nombre de décès causés par la chaleur pourrait potentiellement atteindre 58 000. Le taux de mortalité est 55 % plus élevé chez les femmes que chez les hommes, et 768 % plus élevé chez les personnes de plus de 80 ans que chez celles âgées de 65 à 79 ans.

## Événements
- La pandémie de Covid-19 commencée en 2020 se poursuit, ainsi que l'invasion de l'Ukraine par la Russie.

### Janvier
- 1er janvier :
  - la Croatie devient membre de la zone euro et de l'espace Schengen ;
  - la Suède prend la présidence du Conseil de l'Union européenne pour six mois.
- 13 janvier : inauguration du port spatial Esrange, base de lancement en Suède devant permettre de lancer pour la première fois des satellites depuis l'Europe continentale[4].
- 13 et 14 janvier : élection présidentielle tchèque (1er tour).
- 18 janvier : en Ukraine, un accident d'hélicoptère à Brovary, près de Kiev, fait 14 morts dont le ministre de l'Intérieur, Denys Monastyrsky.
- 19 janvier : le traité de Barcelone est signé entre l'Espagne et la France.
- 21 janvier : référendum constitutionnel en Slovaquie.
- 23 janvier au 29 janvier : Championnats d'Europe de patinage artistique.
- 25 janvier : à Algésiras en Andalousie (Espagne), des attaques à l'arme blanche visant deux édifices catholiques font un mort et un blessé grave.
- 27 et 28 janvier : élection présidentielle tchèque (2e tour), Petr Pavel est élu.
- 29 janvier :
  - élections régionales en Basse-Autriche ;
  - référendum constitutionnel au Liechtenstein.

### Février
- 4 février : début du Tournoi des Six Nations 2023.
- 5 février : élections nationales à Monaco, l'Union nationale remporte l'intégralité des sièges.
- 5 et 12 février : élection présidentielle à Chypre, Níkos Khristodoulídis est élu.
- 10 février : démission de Natalia Gavrilița, première ministre de Moldavie ; Dorin Recean lui succède.
- 12 février : élections régionales à Berlin en Allemagne, pour la première fois depuis 1999, les chrétiens-démocrates devancent les sociaux-démocrates, sans pour autant faire perdre aux partis de la coalition au pouvoir leur majorité en sièges.
- 14 février : dans un contexte où Maia Sandu, la présidente de la république de Moldavie, dit craindre un coup d’État soutenu par la Russie sur fond de guerre dans l'Ukraine voisine[5], le passage d'un drone dans l'espace aérien moldave entraîne la fermeture de celui-ci[6].
- 15 février : la Première ministre écossaise, Nicola Sturgeon, annonce sa prochaine démission, après plus de huit ans au pouvoir.
- 17 février : dix-huit immigrants illégaux sont retrouvés morts dans un camion abandonné près de Sofia, en Bulgarie[7].
- 16 au 26 février : 73e édition du festival du film de Berlin.
- 17 au 19 février : Conférence de Munich sur la sécurité.
- 27 février : le cadre de Windsor, accord signé entre le Royaume-Uni et l'Union européenne, modifie nettement le protocole sur l'Irlande du Nord.
- 28 février : en Grèce, une collision ferroviaire entre Athènes et Thessalonique fait au moins 57 morts et 80 blessés.

### Mars
- 1er mars : à Chypre, le gouvernement Christodoulídis entre en fonction.
- 5 mars :
  - élections législatives en Estonie, le Parti de la réforme de la Première ministre Kaja Kallas arrive en tête ;
  - élections régionales en Carinthie (Autriche).
- 9 mars : en Allemagne, une fusillade à Hambourg fait au moins huit morts[8].
- 15 mars : élections provinciales aux Pays-Bas.
- 17 mars : la Cour pénale internationale émet des mandats d'arrêt contre le président russe Vladimir Poutine et la responsable russe Maria Lvova-Belova pour l'enlèvement d'enfants en Ukraine[9].
- 19 mars : élection présidentielle au Monténégro (1er tour), Milo Đukanović et Jakov Milatović arrivent en tête.
- 22 au 26 mars : championnats d'Europe de karaté.
- 29 mars : Humza Yousaf devient Premier ministre d'Écosse, succédant à Nicola Sturgeon.

### Avril
- 2 avril :
  - élections législatives en Andorre ;
  - élections législatives en Bulgarie ;
  - élections législatives en Finlande ;
  - élection présidentielle au Monténégro (2e tour), Jakov Milatović est élu ;
  - un attentat à la bombe à Saint-Pétersbourg (Russie) fait un mort.
- 4 avril :
  - la Finlande devient membre de l'OTAN ;
  - accident de train de Voorschoten aux Pays-Bas.
- 15 avril : en Allemagne , les trois dernières centrales nucléaires sont déconnectées du réseau[10].
- 16 avril : en Finlande, l'unité 3 de type EPR de la centrale nucléaire d'Olkiluoto, le plus grand réacteur nucléaire d’Europe, est mis en service commercial.
- 18 avril : le Parlement européen vote pour accorder l'exemption de visa aux citoyens du Kosovo dans tout pays faisant partie de l'espace Schengen, la mesure entrera en vigueur au plus tard en janvier 2024[11].
- 23 avril : élections régionales dans le Land de Salzbourg en Autriche.
- 27 avril : l'Espagne est touchée par une vague de chaleur précoce, avec des records de température d'avril, notamment 38,7 °C à Cordoue[12].

### Mai
- 3 mai : fusillade de l'école primaire Vladislav Ribnikar à Belgrade, en Serbie.
- 4 mai :
  - élections locales en Angleterre ;
  - une fusillade en Serbie fait au moins huit morts.
- 6 mai : couronnement de Charles III et de Camilla Parker Bowles au Royaume-Uni.
- 13 mai : finale du Concours Eurovision de la chanson 2023 à Liverpool au Royaume-Uni.
- 14 mai :
  - élections législatives et élection présidentielle en Turquie ;
  - élections régionales à Brême (Allemagne).
- 21 mai : élections législatives en Grèce.
- 25 mai : la Russie et la Biélorussie signent à Minsk un accord autorisant le stationnement d'armes nucléaires tactiques russes sur le territoire biélorusse[13].
- 28 mai :
  - élections aux parlements des communautés autonomes d'Espagne ;
  - élections municipales espagnoles ;
  - élection présidentielle en Turquie (2d tour), Recep Tayyip Erdoğan est réélu.
- 28 mai au 3 juin : Jeux des petits États d'Europe à Malte.
- 30 mai : élections sénatoriales aux Pays-Bas.
- 31 mai : élection présidentielle en Lettonie, Edgars Rinkēvičs est élu.

### Juin
- 28 mai au 3 juin : Jeux des petits États d'Europe à Malte.
- 1er juin : deuxième sommet de la Communauté politique européenne en Moldavie.
- 4 juin : début des manifestations en Pologne.
- 6 juin :
  - destruction du barrage de Kakhovka en Ukraine ;
  - le gouvernement Denkov est formé en Bulgarie.
- 11 juin :
  - élections communales au Luxembourg ;
  - élections législatives au Monténégro, le parti Europe maintenant ! arrive en tête des élections.
- 14 juin : au moins 78 migrants meurent dans un naufrage au large de la Grèce[14].
- 24 juin : le groupe Wagner entre en rébellion contre le gouvernement russe, puis renonce.
- 25 juin : élections législatives en Grèce, remportées par la Nouvelle Démocratie.
- 27 juin :
  - bombardement de bâtiments civils à Kramatorsk, en Ukraine ;
  - l'Assemblée nationale de la Republika Srpska vote la suspension de toutes les décisions de la Cour constitutionnelle de Bosnie-Herzégovine, une décision qualifiée de « sécession légale » et de violation des accords de Dayton de 1995[15].

### Juillet
- 1er juillet : l'Espagne prend la présidence du Conseil de l'Union européenne pour six mois.
- 8 juillet : Edgars Rinkēvičs prend ses fonctions de président de la république de Lettonie.
- 11 et 12 juillet : sommet de l'OTAN à Vilnius en Lituanie.
- 17 juillet :  attaque du pont de Crimée entre la Crimée et la Russie.
- 23 juillet : 
  - élections générales en Espagne ;
  - en Grèce, sur l'île de Rhodes, environ 30 000 personnes sont évacuées à cause d'un incendie[16].

### Août
- 1er au 6 août : Journées mondiales de la jeunesse  à Lisbonne (Portugal).
- 3 au 13 août : championnats du monde de cyclisme sur route 2023 à Glasgow, en Écosse.
- 14 août : en Russie, 35 personnes sont tuées dans l'explosion d'une station-service à Makhatchkala.
- Â partir du 15 août : un incendie à Tenerife (îles Canaries) entraîne l'évacuation de plus de 26 000 personnes[17].
- 15 août au 3 septembre : 33e championnat d'Europe féminin de volley-ball.
- 23 août : crash de l'avion d'Evgueni Prigojine et de Dmitri Outkine en Russie.
- 28 août au 16 septembre : 33e championnat d'Europe masculin de volley-ball.
- 30 août au 9 septembre : 80e édition du Mostra de Venise.

### Septembre
- 15 août au 3 septembre : 33e championnat d'Europe féminin de volley-ball.
- 28 août au 16 septembre : 33e championnat d'Europe masculin de volley-ball.
- 30 août au 9 septembre : 80e édition du Mostra de Venise.
- 4 au 7 septembre : la tempête Daniel frappe l'Europe du Sud-Est, notamment la Grèce, la Bulgarie et la Turquie.
- 6 septembre : en Ukraine, au moins 17 personnes sont tuées et 32 autres blessées lors d'une frappe de missile russe sur un marché à Kostiantynivka, dans l'oblast de Donetsk[18].
- 15 septembre : Evika Siliņa devient Première ministre de Lettonie, après avoir obtenu la confiance du Parlement.
- 24 septembre : au Kosovo, l'attaque d’un commando serbe fait quatre morts à Banjska dans le nord du pays, et crée des tensions entre la Serbie et le Kosovo[19].
- 28 septembre : double fusillade de Rotterdam aux Pays-Bas.
- 30 septembre : élections législatives en Slovaquie.

### Octobre
- 1er octobre :
  - incendie dans une discothèque à Murcie, en Espagne ;
  - une manifestation, organisée contre le gouvernement polonais par Coalition civique (alliance de plusieurs partis d'opposition), réunit un million de personnes à Varsovie, en faisant la plus grande manifestation de l'histoire de cette ville, et une des plus grandes de l'histoire récente de la Pologne et de l'Union européenne[20].
- 5 octobre :
  - troisième sommet de la Communauté politique européenne à Grenade, en Espagne ;
  - la frappe aérienne de Hroza tue au moins 55 personnes en Ukraine.
- 8 octobre :
  - élections législatives au Luxembourg, formée depuis dix ans, la coalition du Premier ministre Xavier Bettel perd sa majorité ;
  - élections régionales en Bavière (Allemagne) ;
  - élections régionales en Hesse (Allemagne).
- 12 octobre : élections générales à Gibraltar.
- 15 octobre : élections parlementaires et référendum en Pologne.
- 17 octobre : en Russie, les députés révoquent la ratification du traité d'interdiction complète des essais nucléaires[21].
- 24 octobre : grève des femmes en Islande.
- 31 octobre : au Monténégro, le gouvernement Spajić entre en fonction.

### Novembre
- 1er au 4 novembre : la tempête Ciarán touche le nord-ouest de l'Europe, tuant 20 personnes et provoquant des perturbations massives dans les transports[22].
- 3 au 5 novembre : championnats d'Europe de judo à Montpellier, en France.
- 7 novembre : le Premier ministre du Portugal António Costa annonce sa démission.
- 16 novembre :
  - le socialiste Pedro Sánchez, président du gouvernement d'Espagne depuis 2018, est reconduit dans ses fonctions grâce à un accord passé avec les députés indépendantistes catalans;
  - la Commission européenne annonce :
    - que l'autorisation d'utilisation du glyphosate, herbicide très controversé pour son impact négatif sur l'environnement, est renouvelée pour dix ans[23] ;
    - allonger sa liste des crimes environnementaux, qui inclut désormais le commerce illégal de bois, l'importation d'espèces invasives, la pollution causée par les navires, les violations des lois sur les produits chimiques[24] ; et introduit la notion d'« infractions qualifiées » pour les crimes environnementaux qui causent « la destruction d'un écosystème ou d'un habitat dans un site protégé, ou des dommages à la qualité de l'air, du sol ou de l'eau[24] » ; les individus y contrevenant peuvent être condamnés jusqu'à 8 ans de prison, 10 ans si l'infraction a entraîné la mort, et les entreprises à une amende équivalent à 5 % de leur chiffre d'affaires mondial ou 40 millions d'euros[24].

  - 17 novembre :
    - au Luxembourg, le démocrate chrétien Luc Frieden devient Premier ministre après dix ans passés dans l'opposition ;
    - la Commission européenne suspend toute publicité sur Twitter/X, en raison de la « hausse alarmante de la désinformation et des discours de haine » sur cette plateforme[25].
- 22 novembre : élections législatives aux Pays-Bas, le Parti pour la liberté, d'extrême-droite, obtient la majorité relative.
- 23 novembre : en Irlande, des émeutes se déclenchent à Dublin après une attaque au couteau.
- 26 novembre : concours Eurovision Junior 2023 à Nice en France.

### Décembre
- 11 décembre : Donald Tusk est élu Premier ministre de Pologne.
- 14 décembre : 
  - la Finlande annonce la création d'un accord de coopération en matière de défense avec les États-Unis. L’accord accordera à la Finlande l’accès aux ressources militaires américaines pour les utiliser dans des opérations défensives, tandis que les États-Unis bénéficieront d’un accès militaire au pays en cas de conflit[26].
  - le Conseil européen donne le feu vert à l'ouverture des négociations d'adhésion à l'Union européenne avec l'Ukraine et la Moldavie et accorde le statut de candidat à la Géorgie.
- 17 décembre : élections législatives en Serbie, le Parti progressiste serbe retrouve sa majorité parlementaire à l'Assemblée nationale.
- 21 décembre : fusillade à l'université Charles à Prague en Tchéquie.
- 29 décembre : multiples bombardements en Ukraine par la Russie.